# Jedan na jedan
Pour plus de détails, voir Fiche technique et Distribution.
Jedan na jedan ou 1 na 1 (en serbe Један на jедан ; 1 contre 1) est un film dramatique yougoslave, écrit et réalisé par Mladen Matičević en 2002. Il est parfois décrit comme un « western du béton ».

## Synopsis
Le film a comme cadre le quartier des Blokovi, les « blocs », dans le quartier de Novi Beograd, à Belgrade. Il raconte l'histoire de Mačak (le « chat »), un jeune homme de dix-huit ans qui vit chez ses grands-parents depuis le décès de ses parents et qui joue du ballon dans la rue. Il joue à 1 contre 1 pour se faire de l'argent. Il a comme ami Guru, un paumé de 30 ans, qui reconnaît son talent pour le basket-ball et le pousse à changer de vie. Il est également l'ami de Ćime et de Slavke, de jeunes rappeurs qui vivent en marge de la loi. Le frère de Ćime doit de l'argent à une bande menée par Koma, et a été forcé de travailler pour eux pour rembourser sa dette. Mačak va accepter de jouer à 1 contre 1 avec le meilleur basketteur d'un autre quartier, pour payer la dette de son ami,.

## Fiche technique
- Réalisation : Mladen Matičević
- Scénario : Srdja Andjelic et Mladen Matičević
- Production : Biljana Andjelic et Jovan Jelovac
- Photographie : Zoran Petrovic et Milos Spasojevic
- Montage : Aleksandar Stanojevic
- Musique : Sunshine (rap)
- Société de production : Trista Čuda Films
- Langue : serbe

## Distribution
L'acteur principal du film est Zoran Cica, un joueur de basket-ball ; parmi les autres acteurs on peut signaler le cascadeur Željko Božić et les rappeurs du groupe Sunshine, qui ont également réalisé la musique du film.